# جوجل كاردبورد
جوجل كاردبورد هي منصة للواقع الافتراضي (VR) من تطوير شركة جوجل، وتم إنهائها. تمت تسميتها بهذا الاسم كونها عبارة عن عارض مطوي من الورق المقوى يتم إدخال هاتف ذكي فيه، وكان الهدف من المنصة هو أن تكون نظامًا منخفض التكلفة لتشجيع الاهتمام والتطوير في تطبيقات الواقع الافتراضي. يمكن للمستخدمين إما إنشاء العارض الخاص بهم من مكونات بسيطة ومنخفضة التكلفة باستخدام المواصفات التي نشرتها جوجل، أو شراء جهاز مُصنع مسبقًا. لاستخدام المنصة، يقوم المستخدمون بتشغيل تطبيقات الأجهزة المحمولة المتوافقة مع كاردبورد على هواتفهم، ووضعها في الجزء الخلفي من العارض، وعرض المحتوى من خلال العدسات.
أنشأ المنصة ديفيد كوز وديميان هنري، وهما من مهندسي جوجل الفرنسيين في معهد جوجل الثقافي في باريس، في "وقت إجازة الابتكار" بنسبة 20٪. تم تقديم المنصة في مؤتمر مطوري Google I/O 2014، حيث تم منح عارض كاردبورد لجميع الحاضرين. تم إصدار حزمة أدوات تطوير البرمجيات لمنصة كاردبورد لأنظمة التشغيل أندرويد وآي أو إس؛ تسمح ميزة VR View في الحزمة للمطورين بتضمين محتوى واقع افتراضي على الويب وكذلك في تطبيقاتهم.
حتى مارس 2017، تم تنزيل أكثر من 160 تم إجراء مليون تطبيق يدعم كاردبورد. بحلول نوفمبر 2019، تم شحن أكثر من 15 مليون وحدة من العارض. بعد نجاح كاردبورد، طورت جوجل نظامًا أساسيًا للواقع الافتراضي، وهو Daydream، والذي تم إطلاقه في عام 2016. بعد تراجع الاهتمام بـ كاردبورد، أعلنت جوجل في نوفمبر 2019 أنها ستتيح الكود المصدري لحزمة أدوات تطوير البرمجيات الخاصة بالمنصة. في مارس 2021، توقف متجر جوجل عن بيع عوارض كاردبورد. اعتبارًا من نوفمبر 2021، ما زالت شركات الجهات الخارجية تواصل بيع العوارض المتوافقة.

## الخليفة
أقنع نجاح كاردبوورد شركة جوجل بتطوير أجهزة الواقع الافتراضي الأكثر تقدمًا وتعيين رئيس جديد للواقع الافتراضي. أعلنت جوجل عن منصة محسّنة للواقع الافتراضي تسمى Daydream في مؤتمر Google I/O في 18 مايو 2016. تم إصدار أول سماعة رأس للمنصة، Daydream View، في 10 نوفمبر 2016.

## روابط خارجية
- الموقع الرسمي